# Brooks (Iowa)
Pour les articles homonymes, voir Brooks.
Brooks est une communauté non constituée en municipalité, du comté d'Adams en Iowa, aux États-Unis. La ville est initialement baptisée Canaan City et fondée vers 1853.
Les bureaux de la poste sont inaugurés à Brooks en 1871 et sont fermés en 1967.

## Source de la traduction
- (en) Cet article est partiellement ou en totalité issu de l’article de Wikipédia en anglais intitulé « Brooks, Iowa » (voir la liste des auteurs).